# Beuzeville-la-Grenier
Beuzeville-la-Grenier är en kommun i departementet Seine-Maritime i regionen Normandie i norra Frankrike. Kommunen ligger i kantonen Bolbec som tillhör arrondissementet Le Havre. År 2022 hade Beuzeville-la-Grenier 1 216 invånare.

## Befolkningsutveckling
Antalet invånare i kommunen Beuzeville-la-Grenier
| Referens: INSEE |